# Coryanthes picturata
Coryanthes picturata là một loài lan.